# Friedrich Buchardt

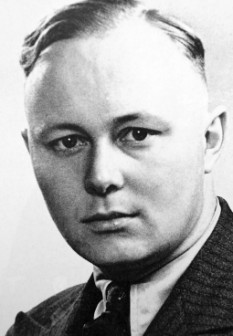
Friedrich Buchardt (zwischen 1933 und 1945)

Friedrich Buchardt (* 17. März 1909 in Riga; † 20. Dezember 1982 in Nußloch) war ein deutsch-baltischer promovierter Jurist und SS-Führer. Er war Kommandeur des „Vorkommandos Moskau“, des späteren Sonderkommandos 7c, einer der Abteilungen der Einsatzgruppe B, danach des Sonderkommandos 6 und Mitarbeiter des Reichssicherheitshauptamts, Referat Fremde Völker Ost. Nach dem Krieg arbeitete er bis 1947 für das MI6, danach für die CIA, wodurch er der Strafverfolgung entging.

## Frühe Jahre und Studium
Buchardt stammte aus traditionsreichen Apothekerfamilien: Sein Vater, der Pharmazeut Theodor Friedrich Buchardt (1839–1906), leitete die drittälteste, sogenannte Kalkstraßenapotheke in Riga, die im 17. Jahrhundert gegründet worden war. Seine Mutter, Leontine Weiss, war die Tochter des früheren Besitzers der Kalkstraßenapotheke, des Pharmazeuten Gustav Friedrich Weiss.
Buchardt studierte Jura in Berlin und an der Friedrich-Schiller-Universität Jena und wurde dort 1932 auf Grund seiner Dissertation „Das Recht der nationalen Minderheiten Lettlands in seiner völkerrechtlichen, staatsrechtlichen und verwaltungsrechtlichen Bedeutung“ promoviert.

## Karriere in der SS
Bereits in den 20er Jahren bekannte er sich aus Überzeugung zum Nationalsozialismus. Er beantragte am 10. Mai 1940 die Aufnahme in die NSDAP und wurde zum 1. Juli desselben Jahres aufgenommen (Mitgliedsnummer 7.675.607).
Er kam im November 1939 zur Einwandererzentralstelle Gotenhafen (Gdingen) und war danach in Posen und Konstanza tätig.
Im März 1940 wurde er Abteilungsleiter III (SD) beim Kommandeur der Sicherheitspolizei und des SD in Lublin. Im Oktober 1941 war er Leiter des SD-Abschnitts Litzmannstadt. Im Januar 1943 ernannte man Buchardt als Nachfolger von Obersturmbannführer Wilhelm Wiebens zum Führer des Einsatzkommandos 9 im Generalbezirk Weißruthenien. Diesen Posten hatte er bis März 1944 inne. Während dieser Zeit folgte die Beförderung zum SS-Obersturmbannführer (SS-Nummer 290.961).
Er wurde Zeuge der Judenvernichtung und wusste um Deportationen und Geiselerschießungen. Er wirkte an „Massenevakuierungen“ im Raum Vitebsk mit.
Zusammen mit Erhard Kroeger als Führer des Einsatzkommandos 6 ermöglichte er die Aufstellung der „Russischen Befreiungsarmee“: Kröger wurde Leiter der „Leitstelle Rußland“ im SS-Hauptamt, Amtsgruppe D, er selbst 1944 Leiter des Referates II B 2 „Fremde Völker Ost diesseits der HKL“ des Amtes II (Nachrichtendienst Inland) und des „Sonderkommandos Ost“ im Reichssicherheitshauptamt.

## Nachkriegszeit

### Geheimdienstverbindungen zur Vermeidung von strafrechtlicher Verfolgung
Nach dem Zweiten Weltkrieg war Burchardt zunächst wegen der Amnestie für Heimkehrer nicht von einem Verfahren vor der Spruchkammer betroffen.
Auch vor weiteren Maßnahmen etwa in den Nürnberger Prozessen gegen die Einsatzgruppen schützten ihn seine Verbindungen zum amerikanischen Geheimdienst, wo er ab 1947 wegen seiner Kenntnisse als Ostexperte geschätzt wurde. Er habe die Mitarbeit als Gegenleistung gegen die Ausnahme von der Strafverfolgung angeboten. Er wurde als wichtiger Informant eingestuft. Schon vorher hatte er 1946 und 1947 mit dem Britischen CIC zusammengearbeitet. Das CIC ging davon aus, dass Burchardt an Kriegsverbrechen beteiligt war.
Mit seiner Darstellung der „Behandlung des russischen Problems in der NS-Zeit“ legte er angeblich den Grundstein für die MI6-Aktivitäten in Osteuropa.
Wegen der möglichen Kriegsverbrechen und seiner Geheimdienstverbindungen war er auch Gegenstand von Recherchen der Stasi, die ihn 1969 und 1970 ausspionierte.

### Berufliche und parteipolitische Betätigung
Nach 1945 war Buchardt Geschäftsführer der Bau-Finanz-GmbH in Mannheim. Er engagierte sich in den 1950er Jahren in der Vertriebenenpartei GB/BHE, für den er bei der Bundestagswahl 1953 erfolglos kandidierte.

## Schriften
- Friedrich Buchardt: Das Recht der nationalen Minderheiten Lettlands in seiner völkerrechtlichen, staatsrechtlichen und verwaltungsrechtlichen Bedeutung. Riga, 1932.
- Die Behandlung des russischen Problems während der Zeit des NS-Regimes in Deutschland. Unveröffentlichtes Manuskript, ca. 1946.